# Holger Zinke
Holger Zinke (* 4. Januar 1963 in Bensheim) ist ein deutscher Biochemiker und Unternehmer. Er ist Gründer der B.R.A.I.N Biotechnology Research and Information Network AG im hessischen Zwingenberg und wurde 2008 mit dem Deutschen Umweltpreis ausgezeichnet.

## Leben und Werk
Zinke studierte von 1983 bis 1988 an der Technischen Universität Darmstadt Biologie mit Schwerpunkt Mikrobiologie. Er war Stipendiat der Studienstiftung des deutschen Volkes. Anschließend promovierte er 1992 mit einer Arbeit zum Thema „Identifizierung und Charakterisierung von Blut-Hirn-Schranke-assoziierten Transkripten“ zum Dr. rer. nat. mit einem Stipendium des Verbands der Chemischen Industrie. 
1993 gründete er die Brain AG, deren Geschäftsführer er wurde und deren Vorstandsvorsitzender er von 2000 bis 2015 war. Danach war er bis 2017 stellvertretender Vorsitzender des Aufsichtsrates.
Zinke setzte sich für die Gründung mehrerer Branchenverbände ein, darunter die Vereinigung deutscher Biotechnologie-Unternehmen (VBU), deren Gründungsmitglied er 1996 war, und des BIO Deutschland e. V., als Lobby-Organisationen der Branche. Er sitzt in Beiräten von Ministerien und Industrieverbänden und seit 2006 im Hochschulrat der Hochschule Mannheim und von 2010 bis 2019 im Hochschulrat der TU Darmstadt.
Seit seinem Ausscheiden bei der Brain AG widmet Zinke sich dem Aufbau der Felsberg-Akademie im Odenwald.

## Preise und Auszeichnungen
Die Deutsche Bundesstiftung Umwelt verlieh ihm den Deutschen Umweltpreis 2008 und würdigte, dass „der Ansatz, den Zinke und sein Team verfolgen, innovativ [sei], weil nunmehr erstmals der vollständige Werkzeugkasten der Natur für industrielle Zwecke zur Verfügung steht.“ Als Beispiel wird angeführt, dass ein durch die Brain AG für Henkel entwickeltes waschaktives Enzym bei Temperaturen von 40 °C die gleiche Waschkraft erreicht, die vorher erst bei 60 °C erreicht wurde. Dadurch könnten jährlich 1,3 Millionen Tonnen des Treibhausgases Kohlendioxid in Deutschland eingespart werden. 2010 erhielt er das Bundesverdienstkreuz am Bande, 2011 den „IBN-Award“ des Verbands Industrielle Biotechnologie Nord e. V. und die Treviranus-Medaille des Verband Biologie, Biowissenschaften und Biomedizin in Deutschland.
Von 2009 bis 2020 war Holger Zinke zudem Mitglied im Bioökonomierat (BÖR) der Deutschen Bundesregierung, der die Weiterentwicklung der Bioökonomie in Deutschland diskutiert.